# Sunne Sommarland

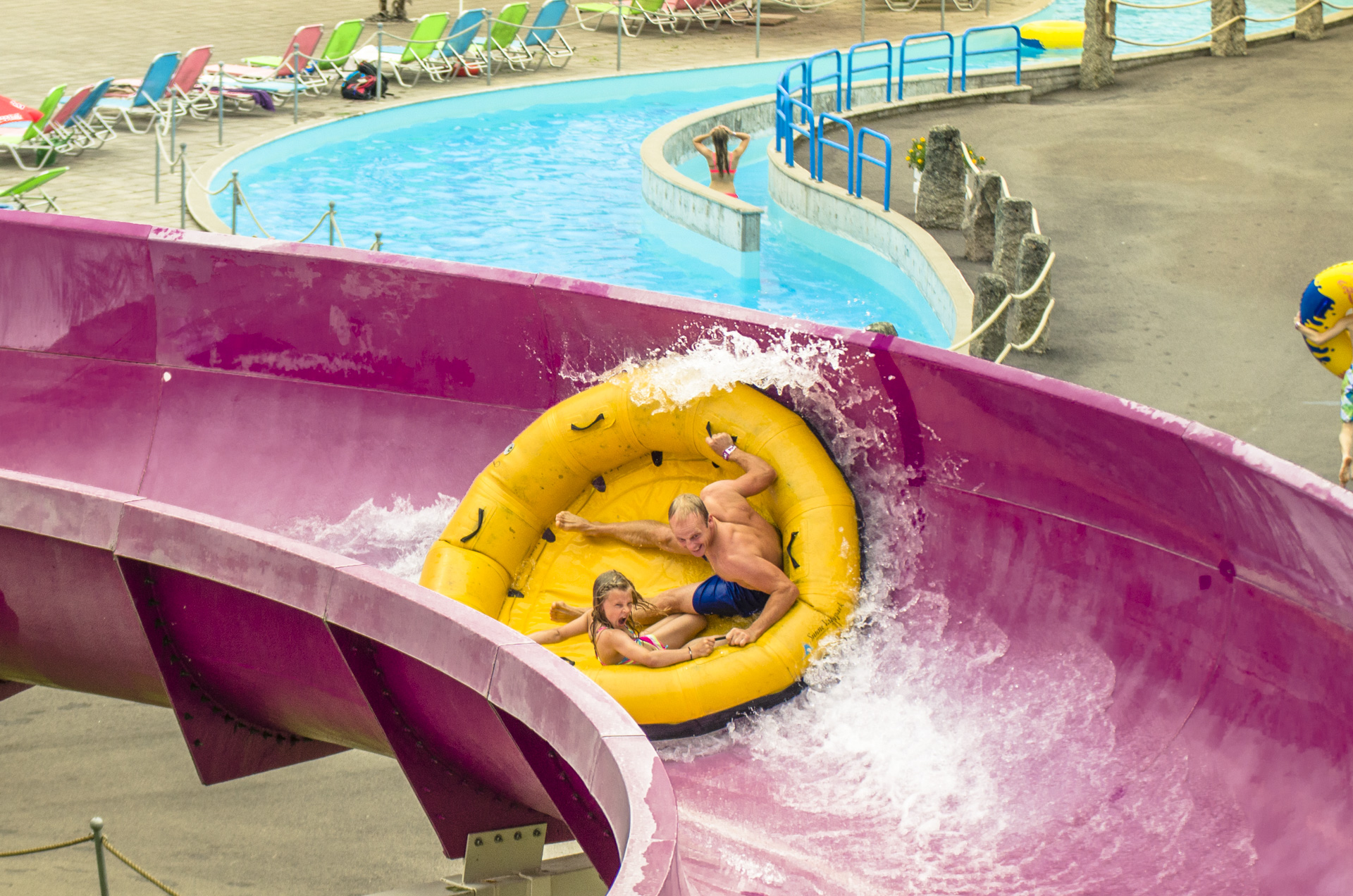
Sunne sommarland

Sunne Sommarland är en vattenpark i Sunne i Värmland. Sommarlandet slog upp sina dörrar år 2006. Sedan dess har parken bytt ägare och ingår sedan 2016 i Svenska Campingpärlor AB. Parken har omkring 55 000 besökare per säsong.

## Historia
Sunne Sommarland öppnade 2006 under namnet Sunne vattenpark, alldeles intill Sunne Camping. År 2008 bytte parken både ägare och namn och gavs då namnet Sunne Vattenland. Vid nytt ägarbyte 2011 fick parken namnet Vattenlandet i Sunne. Nu ägs Sunne Sommarland av First Camp sedan 2022.

## Anställda
Varje sommar har Sunne Sommarland omkring 50 säsongsanställda.